# مارسيلو أغسطس ستوفال
مارسيلو أغسطس ستوفال (بالإنجليزية: Marcellus Augustus Stovall)‏ هو ضابط أمريكي، ولد في 18 سبتمبر 1818 في سبارتا في الولايات المتحدة، وتوفي في 4 أغسطس 1895 في أوغستا في الولايات المتحدة.